# توفند یان
توفند یان (انگلیسی: Hurricane Ian) توفندی است که هم‌اکنون بخش‌های ساحلی جورجیا و کارولیناز را تحت تأثیر قرار داده‌است و پیش از آن نیز به جزایر کیمن، غرب کوبا و شبه‌جزیره فلوریدا آسیب وارد کرده بود. این توفند از نظر بزرگی، نهمین توفان نام‌گذاری‌شده، چهارمین توفند و دومین توفند بزرگ فصل توفند ۲۰۲۲ اقیانوس اطلس است.
منشأ توفند یان، یک موج حاره‌ای است که موقعیت آن توسط مرکز ملی توفند، بر روی جزایر بادگیر در ۱۹ سپتامبر ۲۰۲۲ تشخیص داده شد. دو روز بعد، این موج حاره‌ای به دریای کارائیب منتقل شده و به‌همراه خود، باد و باران شدید را در روزهای ۲۱ و ۲۲ سپتامبر، به جزایر ای‌بی‌سی (آنتیل کوچک)، ترینیداد و توباگو و سواحل شمالی ونزوئلا و کلمبیا آورد. پس از آن روز، با افزایش جریان همرفتی و فشرده‌شدن این سامانه، نشانه‌هایی از تبدیل موج حاره‌ای به یک چرخند حاره‌ای دیده شد. پس از تقویت این سامانه به توفان حاره‌ای یان و پیش از تبدیل سریع به یک توفند سطح بالای رده ۳، با نزدیک‌شدن به جزایر کیمن به توفند تبدیل شده و باعث زمین‌شار در غرب کوبا شد. خیزآب‌های بزرگ و بارش‌های سنگین کوبا را تحت تأثیر قرار داده و باعث قطعی برق در سراسر استان پینار دل ریو شد. توفند در این زمان و بر روی خشکی، اندکی ضعیف شده ولی با جابه‌جایی به جنوب‌شرقی خلیج مکزیک و بر روی پارک ملی درای تورتوگز، مجدداً تقویت شده و در ۲۸ سپتامبر ۲۰۲۲ هم‌زمان با پیشروی به سمت ساحل غربی فلوریدا، تبدیل به یک توفند رده ۴ سطح بالا شد. قدرت توفند یان در رده ۴ باقی ماند و در جنوب‌غربی فلوریدا و در پارک ایالتی کایو کوستا موجب زمین‌شار شد و به عنوان پنجمین توفند قوی ثبت‌شده در تاریخ شناخته می‌شود که باعث زمین‌شار در سرزمین اصلی ایالات متحده آمریکا شده‌است. این توفند پس از پدیدآوردن دومین زمین‌شار در جنوب‌غربی فلوریدا و پیش از برگشت به اقیانوس اطلس، به‌سرعت ضعیف و به یک توفان حاره‌ای تبدیل شد. پس از آن، شرایط بسیار مساعد باعث شد تا توفان مجدداً به یک توفند تبدیل شود.